# Markus Jonsson (Snowboarder)
Markus Jonsson (* 15. Februar 1980) ist ein ehemaliger schwedischer Snowboarder. Er startete in den Disziplinen Halfpipe und Snowboardcross.

## Werdegang
Jonsson nahm im März 1998 in Tandådalen erstmals am Snowboard-Weltcup der FIS teil und errang dabei den 14. Platz in der Halfpipe. Nach Platz vier in Tandådalen zu Beginn der Saison 1998/99, errang er in Whistler mit dem dritten Platz in der Halfpipe seine erste Podestplatzierung im Weltcup. Beim Saisonhöhepunkt, den Snowboard-Weltmeisterschaften 1999 in Berchtesgaden, belegte er den 26. Platz in der Halfpipe und bei den Juniorenweltmeisterschaften 1999 auf der Seiser Alm den achten Rang in der Halfpipe. Die Saison beendete er auf dem fünften Platz im Halfpipe-Weltcup. In der Saison 1999/2000 holte er in Whistler und in Innichen seine ersten Weltcupsiege in der Halfpipe und erreichte damit erneut den fünften Platz im Halfpipe-Weltcup. Bei den Juniorenweltmeisterschaften 2000 in Berchtesgaden gewann er die Silbermedaille in der Halfpipe. In der folgenden Saison wurde er schwedischer Meister in der Halfpipe und belegte bei den Snowboard-Weltmeisterschaften 2001 in Madonna di Campiglio den 18. Platz in der Halfpipe sowie den fünften Rang im Snowboardcross. Im Weltcup errang er in Sapporo sowie in Asahikawa jeweils den dritten Platz und holte in Ruka seinen dritten und damit letzten Weltcupsieg. Er kam damit zum Saisonende auf den achten Platz im Halfpipe-Weltcup. Im September 2001 errang er mit Platz zwei in Valle Nevado letztmals im Weltcup eine Podestplatzierung. Seinen 43. und damit letzten Weltcup absolvierte er im März 2004 in Bardonecchia, welchen er auf dem 53. Platz beendete.

## Weltcupsiege und Weltcup-Gesamtplatzierungen

### Weltcupsiege
| Nr. | Datum             | Ort      | Disziplin |
| --- | ----------------- | -------- | --------- |
| 1.  | 12. Dezember 1999 | Whistler | Halfpipe  |
| 2.  | 11. März 2000     | Innichen | Halfpipe  |
| 3.  | 16. März 2001     | Ruka     | Halfpipe  |

### Weltcup-Gesamtplatzierungen
| Saison    | Gesamt | Gesamt | Halfpipe | Halfpipe | Snowboardcross | Snowboardcross |
| Saison    | Punkte | Platz  | Punkte   | Platz    | Punkte         | Platz          |
| --------- | ------ | ------ | -------- | -------- | -------------- | -------------- |
| 1997/98   | 22     | 127.   | 180      | 82.      | –              | –              |
| 1998/99   | 316    | 36.    | 2530     | 5.       | –              | –              |
| 1999/2000 | 390    | 26.    | 3780     | 5.       | 420            | 43.            |
| 2000/01   | 345    | 29.    | 2955     | 8.       | 130            | 57.            |
| 2001/02   | –      | –      | 1420     | 15.      | 150            | 55.            |
| 2003/04   | –      | –      | 284      | 54.      | –              | –              |